# Thomas Osang
Thomas Osang (* 1962 in Witten) ist ein deutscher Wirtschaftswissenschaftler. Er lehrt als Associate Professor an der Southern Methodist University in Dallas/Texas, USA.

## Leben
Osang besuchte in seiner Heimatstadt die Schule. Er schloss seine schulische Ausbildung 1981 mit dem Abitur am Ruhr-Gymnasium ab.
Nach dem Zivildienst studierte er bis 1989 Wirtschaftswissenschaft an der Universität Dortmund. Das Studium schloss er mit dem Abschluss Diplom-Volkswirt ab. Danach studierte er als Postgraduierter an der University of California, San Diego und machte dort 1994 seinen Ph.D. in Economics.
Danach ging er an die Southern Methodist University, zuerst als Assistant Professor. 2001 wurde er zum Associate Professor ernannt.
Forschungsaufenthalte führten ihn an die University of Washington in Seattle, die University of California, San Diego, die  Universität Tilburg / Niederlande, das Zentrum für Europäische Wirtschaftsforschung in Mannheim und an die Monash University, Melbourne, Australien.
Seine Arbeitsschwerpunkte liegen im Bereich des Welthandels, der Globalisierung und des Verhältnisses von Handel und Entwicklung.